# Katja Schroffenegger
Katja Schroffenegger (Bolzano, 28 de abril de 1991) es una futbolista italiana que juega como guardameta en la Fiorentina. Es internacional con la selección de Italia.

## Trayectoria
Schroffenegger ha jugado en Italia con el SSV Brixen (2006-09) y el CF Südtirol (2009-11), y en Alemania con el USV Jena (2011-13), el Bayern de Múnich (2013-15) y el Bayer Leverkusen (2015-2016). Regresada a Italia, jugó en dos equipos de su región natal, el Südtirol (2016) y el Unterland (2016-2018), para luego fichar por el Inter de Milán (2018-2019), el Florentia San Gimignano (2019-2020)
y la Fiorentina (2020-actualidad).

## Selección nacional
Debutó con la selección italiana en 2011.

## Palmarés

### Campeonatos nacionales
| Título              | Club             | País     | Año         |
| ------------------- | ---------------- | -------- | ----------- |
| Bundesliga Femenina | Bayern de Múnich | Alemania | 2014 - 2015 |
| Serie B             | Inter de Milán   | Italia   | 2017        |

### Copas internacionales
| Título          | Equipo (*)          | País    | Año  |
| --------------- | ------------------- | ------- | ---- |
| Eurocopa Sub-19 | Selección de Italia | Francia | 2008 |

(*) Incluyendo la selección